# Ancistrus clementinae
Espèce
Ancistrus clementinae est une espèce de poissons-chats.
Ancistrus clementinae atteint une taille de dix centimètres maximum. Il serait présent uniquement dans le rio Pozuelos en Équateur.